# Dianatempel (Valtice)
Der sogenannte Dianatempel (auch: Rendez-vous) bei Schloss Valtice ist ein Staffagebau im UNESCO-Welterbe Kulturlandschaft Lednice-Valtice in Tschechien.

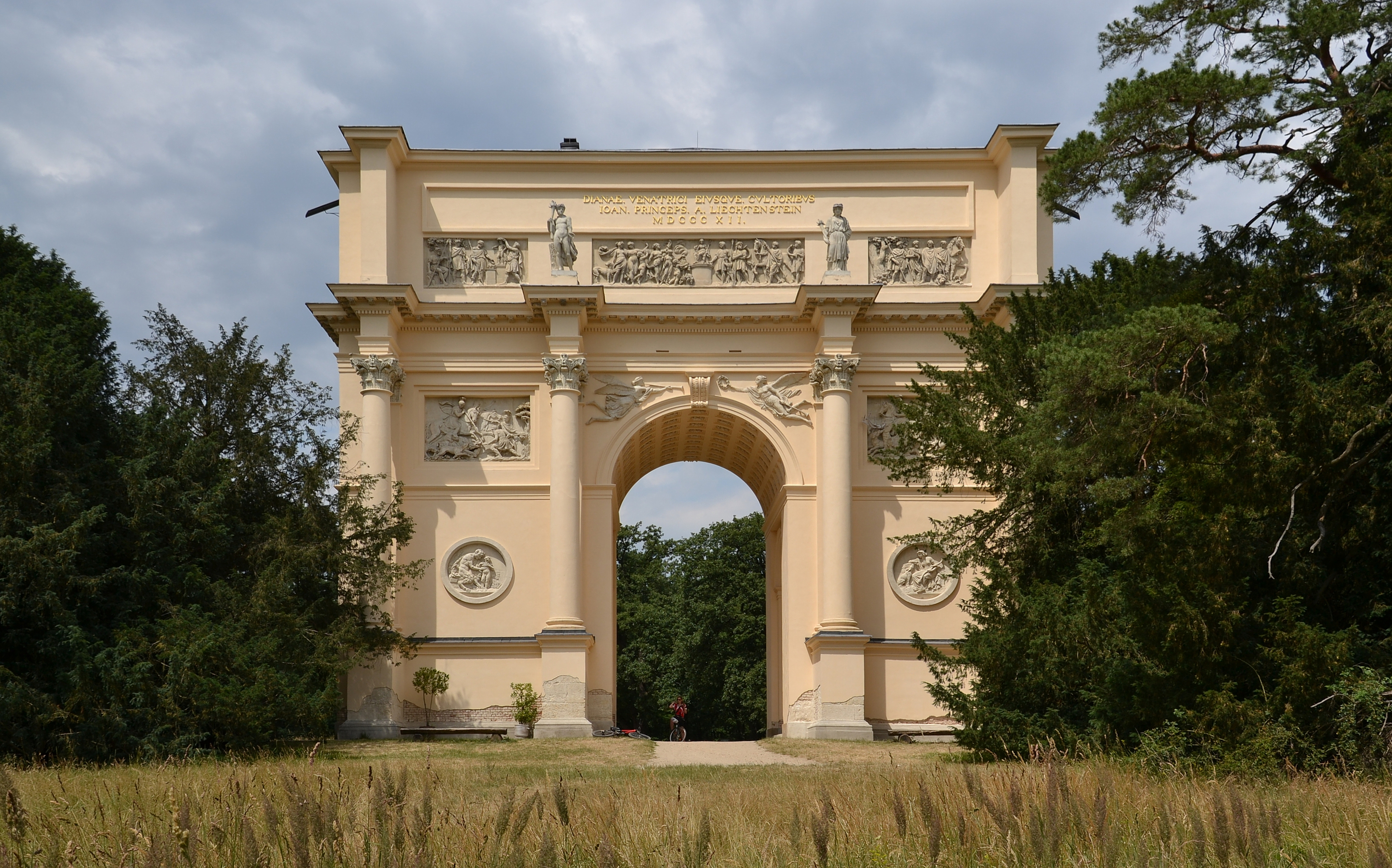
Dianatempel von Valtice

## Geografische Lage
Das Gebäude liegt auf einer Anhöhe im Wildgehege Theimwald, 3 km nordöstlich des Schlosses Valtice. Das Wildgehege war mit einer 3 m hohen und 5 km langen Mauer umgeben. Es ist von Alleen durchzogen. Neben dem Dianatempel gab es hier weitere Jagdpavillons: die Hirsch-, Reh- und Tannenwaldglorietten. Der Dianatempel war der prunkvollste Staffagebau von allen. Auf dessen südlicher Seite liegt ein Teich, hinter dem die Landstraße Valtice–Břeclav verläuft. Auf der nördlichen ist das Gebäude zum Minarett im Park von Schloss Lednice, etwa 7 km entfernt, ausgerichtet.

## Gebäude
Das Gebäude ist in klassizistischem Stil und in der Form eines Triumphbogens errichtet. Als Vorlage des Gebäudes diente der Titusbogen, für die Dekoration Konstantin- und Septimius-Severus-Bogen – alle in Rom – und hinsichtlich der architektonischen Geste der Arc de Triomphe von Napoleon in Paris. Das Gebäude ist aber funktional weder ein Tempel noch ein Triumphbogen, vielmehr ein Jagdschloss. Das Innere wird über eine Wendeltreppe erschlossen. Hier befand sich die Wohnung des Jägermeisters, ein Salon und ein stuckierter Festsaal. Das Flachdach wurde als Dachterrasse genutzt.
Die Stirnseiten verzieren eine Säulenstellung korinthischer Ordnung und Reliefs, darunter Allegorien der Tageszeiten „Morgen“ und „Mittag“ (Südseite) und „Abend“ und „Nacht“ (Nordseite), einer Huldigung der Diana, Göttin der Jagd, sowie weitere Diana- und Jagdszenen, alle von Josef Klieber.
Die Umgebung des Gebäudes wurde bis 1945 als Park betrachtet und entsprechend gepflegt. Danach verwaldete sie zunehmend.

## Geschichte
Das Gebäude wurde von Joseph Hardtmuth für den österreichischen Feldmarschall Fürst Johann I. Josef von Liechtenstein entworfen und nach Pensionierung von Joseph Hardtmuth durch Joseph Kornhäusel bis 1812 errichtet. Dieser hat es dann 1813 auch ausgestattet. Den Jagdgesellschaften des Fürsten diente der Bogen als Kulisse für das Jagdfrühstück.
1872/73 wurde die das Wildgehege umgebende Mauer abgetragen.
Zu Beginn des 20. Jahrhunderts wurde in der Nähe ein von Carl Weinbrenner entworfenes Haus für Forstbeamte errichtet.